# Orbcomm (satellit)
Orbcomm Generation 2 (OG2) andra generationens satelliter är avsedda att komplettera och så småningom ersätta den nuvarande första generationen konstellationen Orbcomm-OG1.